# 馬里昂鎮區 (愛荷華州林縣)
馬里昂鎮區（英語：Marion Township）是位於美國愛荷華州林縣的一個行政鎮區。

## 地方資料
根據2010年美國人口普查的數據，馬里昂鎮區的面積為191.01平方千米，當中陸地面積為190.88平方千米，而水域面積為0.13平方千米。當地共有人口38947人，而人口密度為每平方千米203.9人。